# Прим Александрийски
Прим Александрийски е патриарх на Александрия (глава на църквата преди разделянето на Коптска и Православна) между 106 и 118 година.